# Nagy-Reykjavík

A körzet a fontosabb városokkal

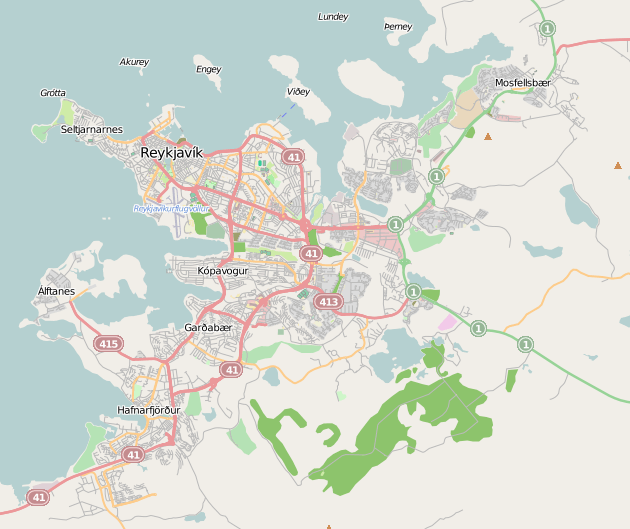
A fővárosi körzet térképe

Nagy-Reykjavík (izlandi nyelven: Stór-Reykjavík, Höfuðborg vagy Höfuðborgarsvæðið) Izland fővárosi régiója a fővárossal, Reykjavíkkal és hét körülötte lévő elővárosával együtt. Ez az egyike Izland nyolc régiójának, valamint egyike az ország két NUTS-régiójának. (A nyolc izlandi régió ugyanakkor nem tekinthető közigazgatási felosztásnak, szerepük főleg statisztikai jellegű.)
A terület a legnagyobb városi terület Izlandon belül. Minden egyes elővárosnak saját választású önkormányzata van. 200852 fős népességével Nagy-Reykjavík az ország lakosságának 60%-át tömöríti az ország területének nem sokkal több, mint 1%-án. Az elővárosok önkormányzatai számos általuk választott területen működnek együtt egymással, mint például a hulladékgazdálkodás, a tömegközlekedés, illetve a tűzoltóságok.

## Mérete és lakossága
Reykjavík, a főváros bír a legtöbb lakossal a nyolc Nagy-Reykjavíkot alkotó önkormányzat közül 118427 lakosával, míg a legkevesebb lakosú Kjósarhreppurban mindössze 210 lakos él, ugyanakkor ez a legnagyobb területtel rendelkező önkormányzat 287,73 km2-es területével. Seltjarnarnes a legkisebb területű előváros mind közül.
| Önkormányzatok | Népesség | Terület (km²) | Népsűrűség (/km²) |
| -------------- | -------- | ------------- | ----------------- |
| Reykjavík      | 118,427  | 277.10        | 427               |
| Kópavogur      | 30,314   | 83.74         | 362               |
| Hafnarfjörður  | 25,872   | 143.33        | 181               |
| Garðabær       | 10,587   | 68.52         | 155               |
| Mosfellsbær    | 8,527    | 193.66        | 44                |
| Seltjarnarnes  | 4,406    | 2.31          | 1,907             |
| Álftanes       | 2,524    | 5.85          | 431               |
| Kjósarhreppur  | 210      | 287.73        | 0.7               |
| Összesen       | 200,852  | 1,062.24      | 189               |

## Fordítás
Ez a szócikk részben vagy egészben  a   Greater Reykjavík című angol Wikipédia-szócikk ezen változatának fordításán alapul.  Az eredeti cikk szerkesztőit annak laptörténete sorolja fel. Ez a jelzés csupán a megfogalmazás eredetét és a szerzői jogokat jelzi, nem szolgál a cikkben szereplő információk forrásmegjelöléseként.